# 1980 v športu
1980 v športu. 
 
Olimpijsko leto. Poletne so se odvile v Moskvi, Sovjetska Zveza, zimske pa v Lake Placidu, ZDA.

## Avto - moto šport
- Formula 1: Alan Jones, Avstralija, Williams – Ford, je slavil s petimi zmagami in 67 točkami, konstruktorski naslov je šel prav tako v roke moštvu Williams-Ford, ki je osvojilo 120 točk
- 500 milj Indianapolisa: slavil je Johnny Rutherford, iz ZDA, z bolidom Chaparral/Cosworth, za moštvo Chaparral Racing [1]

## Kolesarstvo
- Tour de France 1980: Joop Zoetemelk, Nizozemska
- Giro d'Italia: Bernard Hinault, Francija

## Košarka
- Pokal evropskih prvakov: Real Madrid BC
- NBA: Los Angeles Lakersi slavijo s 4 proti 2 v zmagah nad Philidelphia 76ers, MVP finala je Magic Johnson[2]
- Olimpijske igre, moški – Jugoslavija je osvojila zlato pred srebrno Italijo, bron je osvojilo moštvo Sovjetske Zveze[3]

## Nogomet
- Pokal državnih prvakov: Nottingham Forest je slavil nad Hamburgom s 1 proti 0[4]
- Evropsko prvenstvo v nogometu – Italija 1980: Zahodna Nemčija v finalu slavi nad Belgijo z rezultatom 2 – 1[5]

## Smučanje
- Alpsko smučanje: 
  - Svetovni pokal v alpskem smučanju, 1980: 
    - Moški: Andreas Wenzel, Lihtenštajn[6]
    - Ženske: Hanni Wenzel, Lihtenštajn[7]

  - Alpsko smučanje na Zimskih olimpijskih igrah – Lake Placid 1980: 
    - Moški:
    - Slalom: Ingemar Stenmark, Švedska
    - Veleslalom: Ingemar Stenmark, Švedska
    - Smuk: Leonhard Stock, Avstrija
    - Ženske:
    - Slalom: Hanni Wenzel, Lihtenštajn
    - Veleslalom: Hanni Wenzel, Lihtenštajn
    - Smuk: Annemarie Moser-Pröll, Avstrija
- Nordijsko smučanje: 
  - Svetovni pokal v smučarskih skokih 1980: 
    - Moški: 1. Hubert Neuper, Avstrija, 2. Armin Kogler, Avstrija, 3. Stanisław Bobak, Poljska[8]
    - Pokal narodov: 1. Avstrija, 2. Norveška, 3. Japonska

  - Smučarski skoki na Zimskih olimpijskih igrah – Lake Placid 1980: 
    - Manjša skakalnica: Toni Innauer, Avstrija
    - Večja skakalnica: Jouko Törmänen, Finska

## Tenis
- Turnirji Grand Slam za moške:
  - 1. Odprto prvenstvo Avstralije: Brian Teacher, ZDA[9]
  - 2. Odprto prvenstvo Francije: Björn Borg, Švedska
  - 3. Odprto prvenstvo Anglije – Wimbledon: Björn Borg, Švedska[10]
  - 4. Odprto prvenstvo ZDA: John McEnroe, ZDA
- Turnirji Grand Slam za ženske:
  - 1. Odprto prvenstvo Avstralije: Hana Mandlíková, Češkoslovaška[11]
  - 2. Odprto prvenstvo Francije: Chris Evert, ZDA
  - 3. Odprto prvenstvo Anglije – Wimbledon: Evonne Goolagong Cawley, Avstralija[12]
  - 4. Odprto prvenstvo ZDA: Chris Evert, ZDA
- Davisov pokal: Češkoslovaška slavi s 4-1 nad Italijo[13]

## Hokej na ledu
- NHL – Stanleyjev pokal: New York Islanders slavijo s 4 proti 2 napram Philadelphia Flyers
- Olimpijada – zlati Američani slavijo pred srebrno Sovjetsko Zvezo, tretja in bronasta je Švedska

## Rojstva
- 8. januar: Lucia »Lucy« Recchia-Wieser, italijanska alpska smučarka
- 9. januar: Uroš Zorman, slovenski rokometaš
- 13. januar: Wolfgang Loitzl, avstrijski smučarski skakalec
- 19. januar: Matic Osovnikar, slovenski atlet
- 19. januar: Jenson Button, britanski dirkač Formule 1
- 24. januar: Edo Terglav, slovenski hokejist
- 25. januar: Xavi, španski nogometaš
- 27. januar: Marat Safin, ruski tenisač
- 8. februar: Rok Kolander, slovenski veslač
- 12. februar: Juan Carlos Ferrero, španski tenisač
- 28. februar: Sigurd Pettersen, norveški smučarski skakalec
- 11. marec: Blaža Klemenčič, slovenska gorska kolesarka
- 13. marec: Matej Prelog, slovenski veslač
- 21. marec: Marit Bjørgen, norveška smučarska tekačica
- 21. marec: Ronaldinho, brazilski nogometaš
- 26. marec: Pascal Hens, nemški rokometaš
- 2. april: Katja Wirth, avstrijska alpska smučarka
- 5. april: Joris Mathijsen, nizozemski nogometaš
- 6. april: Tanja Poutiainen, finska alpska smučarka
- 27. april: Emily Brydon, kanadska alpska smučarka
- 28. april: Christian Bäckman, švedski hokejist
- 6. maj: Brooke Bennett, ameriška plavalka
- 14. maj: Zdeněk Grygera, češki nogometaš
- 18. maj: Manny Malhotra, kanadski hokejist
- 21. maj: Britt Janyk, kanadska alpska smučarka
- 22. maj: Róbert Gunnarsson, islandski rokometaš
- 30. maj: Steven Gerrard, angleški nogometaš
- 5. junij: Hannes Reichelt, avstrijski alpski smučar
- 5. junij: Kevin Mitchell, ameriški hokejist
- 13. junij: Maja Matevžič, slovenska tenisačica
- 15. junij: Iker Romero, španski rokometaš
- 29. junij: Teja Gregorin, slovenska biatlonka
- 3. julij: Boštjan Nachbar, slovenski košarkar
- 10. julij: Blaž Medvešek, slovenski plavalec
- 19. julij: Tomo Hafner, slovenski hokejist
- 20. julij: Aleš Gorza, slovenski alpski smučar
- 22. julij: Dirk Kuyt, nizozemski nogometaš
- 6. avgust: Denise Karbon, italijanska alpska smučarka
- 8. avgust: Borut Božič, slovenski kolesar
- 7. september: Gabriel Milito, argentinski nogometaš
- 8. september: Kristian Kjelling, norveški rokometaš
- 9. september: Teemu Rannikko, finski košarkar
- 12. september: Jure Balažič, slovenski košarkar
- 18. september: Bernard Vajdič, slovenski alpski smučar
- 20. september: Robert Koren, slovenski nogometaš
- 20. september: Igor Vori, hrvaški rokometaš
- 24. september: John Arne Riise, norveški nogometaš
- 4. oktober: Tomáš Rosický, češki nogometaš
- 9. oktober: Henrik Zetterberg, švedski hokejist
- 10. oktober: Blaž Emeršič, slovenski hokejist
- 26. oktober: Cristian Chivu, romunski nogometaš
- 5. november: Christoph Metzelder, nemški nogometaš
- 5. november: Geneviève Simard, kanadska alpska smučarka
- 7. november: Silvia Berger, avstrijska alpska smučarka
- 16. november: Nicole Gius, italijanska alpska smučarka
- 18. november: Christian Zeitz, nemški rokometaš
- 25. november: Aaron Mokoena, južnoafriški nogometaš
- 30. november: Anže Terlikar, slovenski hokejist
- 7. december: John Terry, angleški nogometaš
- 9. december: Luka Žvižej, slovenski rokometaš
- 14. december: Didier Zokora, nogometaš Slonokoščene obale
- 20. december: Ashley Cole, angleški nogometaš
- 22. december: Gašper Potočnik, slovenski košarkarski trener
- 22. december: Grzegorz Tkaczyk, poljski rokometaš
- 25. december: Blaženko Lacković, hrvaški rokometaš

## Smrti
- 3. januar: Lucien Buysse, belgijski kolesar (* 1892)
- 6. januar: Raymond Mays, britanski dirkač (* 1899)
- 7. januar: Simonne Passemard-Mathieu, francoska tenisačica (* 1908)
- 20. januar: André Dubonnet, francoski dirkač (* 1897)
- 28. februar: Jadwiga »Jed« Jędrzejowska, poljska tenisačica (* 1912)
- 17. marec: Jan Krásl , češki hokejist (* 1899)
- 31. marec: Jesse Owens, ameriški atlet (* 1913)
- 8. april: Wilhelm Arwe , švedski hokejist (* 1898)
- 20. maj: Francesco Severi, italijanski dirkač (* 1907)
- 25. maj: Marquardt Slevogt, nemški hokejist (* 1909)
- 18. junij: André Leducq, francoski kolesar (* 1904)
- 1. avgust: Patrick Depailler, francoski dirkač Formule 1 (* 1944)
- 22. avgust: Alfred Neubauer, avstrijski dirkač in športni direktor dirkaškega oddelka Mercedes-Benza (* 1891)
- 9. oktober: Emily Hood Westacott, avstralska tenisačica (* 1910)
- 20. oktober: Phoebe Catherine Holcroft Watson, angleška tenisačica (* 1898)
- 1. november: Prudent Joye, francoski atlet (* 1913)
- 4. november: Johnny Owen,, valežanski boksar (* 1956)
- 8. november: Sherman Clark, ameriški veslač (* 1899)
- 26. november: Pete DePaolo, ameriški dirkač (* 1898)